# Dicranomyia didyma
Dicranomyia didyma är en tvåvingeart som först beskrevs av Johann Wilhelm Meigen 1804.  Dicranomyia didyma ingår i släktet Dicranomyia och familjen småharkrankar. Arten är reproducerande i Sverige. Inga underarter finns listade i Catalogue of Life.